# 方还
方还（1867年—1932年），原名张方中，字惟一，晚号螾庵。江苏省新阳县蓬阆（今属昆山市）人，清朝及中华民国政治人物、书法家、诗人、教育家。

## 生平
方还的父亲方赓早亡，方还从小失去父爱，在嘉定钱门塘张家成长（一说入赘）并袭张姓。光绪十一年（1885年）考取新阳县学生员（俗称秀才），逾年补廪膳生，后为例贡。光绪三十二年（1907年）请准认祖归宗，由张姓恢复为方姓，起名为“方还”。
光绪二十七年（1901年），方还参与创办樾阁学堂于半茧园，同年发起创立亭林学会于亭林祠。光绪三十二年（1906年），昆新教育会、昆新商会成立，方还任两会会长。光绪末年至宣统年间，方还当选江苏谘议局议员、资政院民选议员。
辛亥革命爆发后，方还和中国同盟会会员共同成功光复昆山，方还被推为昆山民政分府民政长。中华民国成立后，历任北京女子师范学校校长、上海招商局公学校长、南通女子师范学校校长等职。韩国钧任江苏省长、王伯群任国民政府交通部长时，方还分别出任他们的秘书。
1932年4月，方还在南京病逝。

## 逸事
方还在昆山亭林公园建园过程中起到了关键作用。光绪二十九年闰五月（1903年），英国迫使清政府签约，同意向英国银行借款修筑沪宁铁路。翌年三月，路线开始勘测，勘测至昆山县城时，英国总工程师格林逊故意将昆山站的站址定在马鞍山东南麓，企图霸占马鞍山及周边地区兴建自己的私人别墅。光绪三十一年（1905年）初，上海道已经批示移交昆山县核办，昆山县知县宝颐将此情况秘密告知方还，方还乃召集人员在亭林学会开会，决定电请两江总督出面制止，并申请将此处山地下拨，集资创办树艺公司，以迫使英国人修改铁路线及昆山站站址。最终他们成功使昆山站建在了昆山城南朝阳门外严家角，也就是今天昆山站的站址。树艺公司在马鞍山南麓种植了许多树木，光绪三十二年（1906年）辟为马鞍山公园，1936年改名亭林公园。
1929年，姚鹓雏以“龙公”之名在上海《时报》连载《龙套人语》（1983年出版时更名《江左十年目睹记》），其中记载了方还的轶闻。

## 著作
方还在诗词、文章、书法上颇有造诣。当时有“南北两方”之称，“南方”指方惟一，“北方”指方地山。张謇曾经多次说，“吾文不如方还。”
- 《灵洲诗草》[2]
- 《灵洲集》[3]